# 管制塔 (映画)
『管制塔』（かんせいとう）は、 2011年にソニー・ミュージックエンタテインメントにより製作・配給された日本映画。監督は三木孝浩。
ロックバンドGalileo Galileiの同名曲をモチーフとしており、彼らの出身地である北海道稚内市を舞台に、クラスメートとなった男女の中学生が交流を重ねてバンドを結成する模様を描いている。

## ストーリー
日本の一番端っこにある、最果ての街「稚内」で生まれ育った15歳の少年・藤田駈は、どこにいても自分の居場所を見つけられずにいた。そんな駈の中学校に家庭の事情で転校を繰り返している少女・滝本瑞穂が転校してくる。クラスメイトと打ち解けようとしない瑞穂は、同じくクラスメイトと関り合いを持たない駈にだけは話しかけてくる。瑞穂は駈をムーミンの登場人物「スヌスムムリク」に似ていると言い、自分を「ミィ（同じくムーミンの登場人物）」と呼んで欲しいと頼む。彼女との出会いによって駈の毎日が変わり始める。駈が自宅の倉庫で古いギターを見つけたことをきっかけに、二人はひかれあうようになる。そして駈がギター、瑞穂がピアノのバンドを結成することとなる。

## キャスト
- 藤田駈 - 山﨑賢人
- 滝本瑞穂 - 橋本愛
- 松田美由紀
- 利重剛
- 亜蓮
- 原田篤
- とーやま校長
- やしろ教頭
- 岡安章介（ななめ45°）
- 土谷隼人（ななめ45°）
- 下池輝明（ななめ45°）

## スタッフ
- 監督：三木孝浩
- 脚本：持地佑季子
- 音楽：mio-sotido
- 主題歌：Galileo Galilei「管制塔 (acoustic)」
- 音楽監修・ピアノ指導：Mon“Design-NeT”
- ギター指導：小野裕
- 撮影：加藤政鷹
- 照明：中根静二
- 録音：小林武史
- 装飾：藤井悦男
- ロケ協力：稚内市、稚内市教育委員会、株式会社まちづくり稚内、稚内市立潮見が丘中学校、稚内北星学園大学、宗谷バス　ほか
- 企画：篠原廣人、桂田大助
- 協力：TOKYO FM「SCHOOL OF LOCK!」
- プロデュース：武哲也、福田倫美、梶原富治
- 制作プロダクション：ROBOT
- 製作：ソニー・ミュージックエンタテインメント、エスエムイーレコーズ